# Lophocera
Lophocera is een geslacht van vlinders van de familie snuitmotten (Pyralidae).

## Soorten
- L. flavifusalis Marion & Viette, 1956
- L. flavipuncta Kenrick, 1917
- L. vadonalis Marion & Viette, 1956